# Pseudomicrommata longipes
Pseudomicrommata longipes is een spinnensoort in de taxonomische indeling van de jachtkrabspinnen (Sparassidae).
Het dier behoort tot het geslacht Pseudomicrommata. De wetenschappelijke naam van de soort werd voor het eerst geldig gepubliceerd in 1895 door Friedrich Wilhelm Bösenberg & Lenz.